# Marche contre la peur

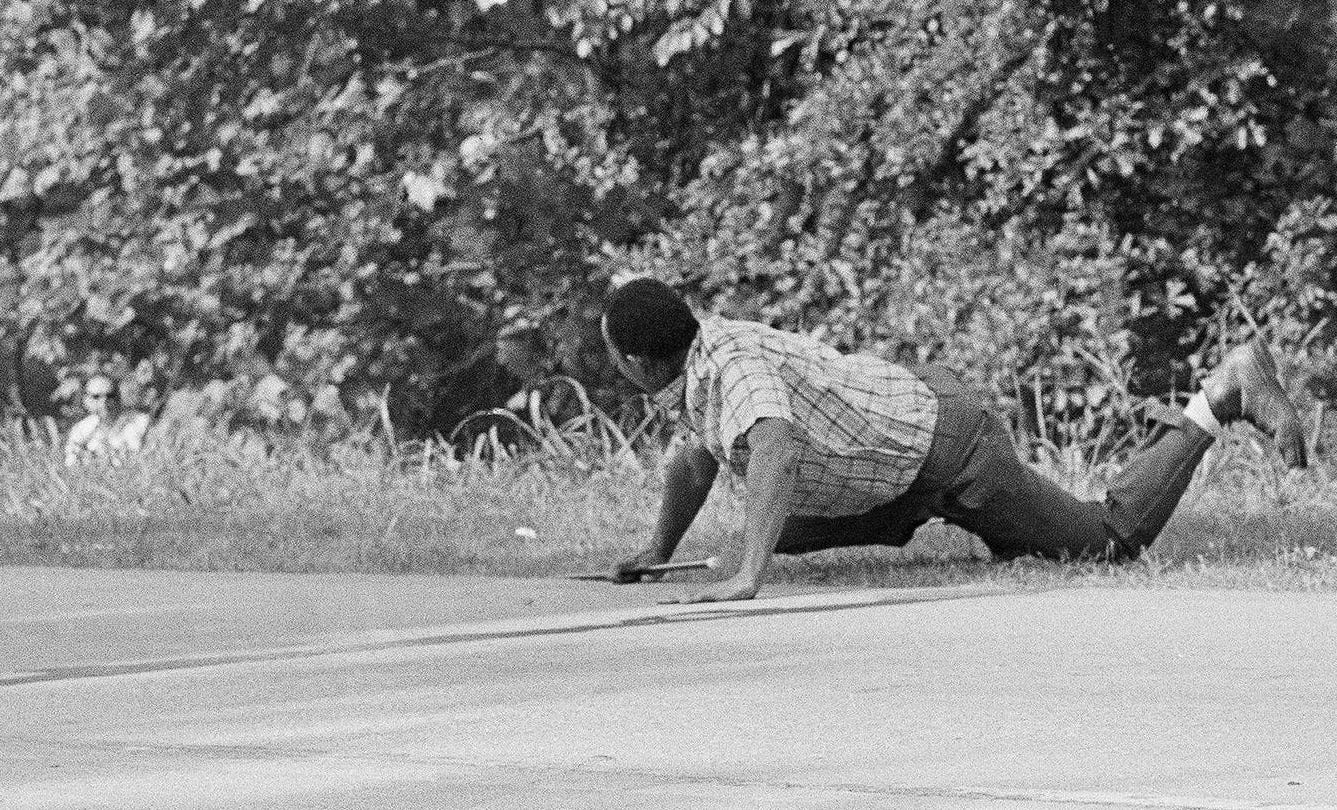
L'organisateur de la marche se protégeant des tirs de fusils d'un opposant.

La Marche contre la peur est une manifestation majeure de 1966 s’inscrivant dans le mouvement américain des droits civiques du Sud des États-Unis. 
Le militant James Meredith lance l'événement le 5 juin 1966, avec l'intention d'effectuer une marche solitaire de Memphis à Jackson en traversant le Mississippi Delta jusqu'à la frontière entre le Tennessee et le Mississippi, puis en traversant respectivement les villes de Hernando, Grenada, Greenwood, Indianola, Belzoni, Yazoo City et Canton, avant d'arriver à Jackson. La marche dure 21 jours.